# 236e division légère d'infanterie
 (juillet 2014).
Si vous disposez d'ouvrages ou d'articles de référence ou si vous connaissez des sites web de qualité traitant du thème abordé ici, merci de compléter l'article en donnant les références utiles à sa vérifiabilité et en les liant à la section « Notes et références ».
La 236e division légère est une division d'infanterie de l'armée de terre française qui a participé à la Seconde Guerre mondiale.

## Le chef de la236edivision légère
- 1940 : général Deligne[1]

## La Seconde Guerre mondiale

### Composition
- 64e régiment d'infanterie
- 118e régiment d'infanterie
- 90e régiment d'artillerie divisionnaire
- 3e groupe du 196e régiment d'artillerie divisionnaire
- 123e groupe de reconnaissance de division d'infanterie